# Immobilientreuhänder
Das Gewerbe des Immobilientreuhänders (Immobilie lat. im-mobilis für eine nicht bewegliche Sache und Treuhand = die Verwaltung oder Ausübung fremder Rechte durch eine Person, die dazu bevollmächtigt ist, Treuhänder = Person, die für eine andere die Treuhandschaft ausübt) in Österreich umfasst die Tätigkeiten der Immobilienmakler, der Immobilienverwalter und der Bauträger. Es zählt zu den reglementierten Gewerben, d. h., um das Gewerbe des Immobilientreuhänders ausüben zu können, ist ein Nachweis der Befähigung erforderlich. Durch den Befähigungsnachweis weist dessen Inhaber die notwendigen fachlichen und kaufmännischen Kenntnisse nach sowie die Fähigkeiten und Erfahrungen, die für die selbstständige Ausübung der eigentümlichen Tätigkeiten des betreffenden Gewerbes erforderlich sind. Berechtigte Gewerbetreibende haben für ihre Berufstätigkeit eine Vermögensschadenhaftpflichtversicherung mit einer Mindestversicherungssumme abzuschließen.

## Der Immobilienmakler
Der Tätigkeitsbereich des Immobilienmaklers umfasst:
- die Vermittlung des Kaufes, Verkaufes und Tausches von unbebauten und bebauten Grundstücken und von Rechten an Immobilien
- die Vermittlung von Nutzungsrechten an Immobilien
- die Vermittlung des Kaufes, Verkaufes und Tausches von Wohnungen, Geschäftsräumen, Fertigteilhäusern und Unternehmen
- die Vermittlung von Bestandsverträgen über Immobilien (Wohnungen, Geschäftsräume, Unternehmen)
- den Handel mit Immobilien (inkl. Mietkauf)
- die Vermittlung von Beteiligungen an Immobilienfonds
- die Beratung und Betreuung der jeweiligen Geschäfte
- die Durchführung der öffentlichen Versteigerung von Liegenschaften, Superädifikaten und Baurechten unter Beachtung der Bestimmungen der Notariatsordnung

## Der Immobilienverwalter
Der Immobilienverwalter ist ein Organisator, Administrator, Treuhänder über den Haushalt, Besitz oder über das Geschäft eines anderen.
Der Tätigkeitsbereich des Immobilienverwalters umfasst:
- sämtliche Tätigkeiten zur Verwaltung von bebauten und unbebauten Liegenschaften
- deren Erhaltung, Instandsetzung und Verbesserung und Sanierung
- das Inkasso von Geldbeträgen sowie die Leistung von Zahlungen, die im Zusammenhang mit der Verwaltungstätigkeit stehen.

Immobilienverwalter sind berechtigt:
- Haus- und Wohnungseigentümer in Steuerangelegenheiten zu beraten sowie Schriftstücke und Eingaben zu verfassen
- Verwaltungstätigkeiten für einzelne Miteigentümer einer Liegenschaft durchzuführen, sofern dadurch kein Interessenkonflikt mit der Eigentümergemeinschaft entsteht, deren Liegenschaft sie verwalten
- bei den von ihnen verwalteten Objekten einfache Reparatur- und Ausbesserungsarbeiten durchzuführen.

## Der Bauträger
Der Tätigkeitsbereich des Bauträgers umfasst: 
- die organisatorische und kommerzielle Abwicklung von Bauvorhaben auf eigene oder fremde Rechnung
- die hinsichtlich des Bauaufwandes einem Neubau gleichkommende Sanierung von Gebäuden

Der Bauträger ist auch berechtigt, diese Gebäude zu verwerten.